# Parwin Hoseinia
Parwin Hoseinia, född 1987 i Iran, uppväxt i Örebro, är en svenskiransk skådespelare, dansare, musikalartist och sångare.

## Biografi
Parwin Hoseinia kom till Sverige under 1990-talet som ensamkommande flyktingbarn. Hon var ett av tusentals barn som skickades från den iranska oppositionsgruppen Folkets mujahedin till Europa.
Parwin Hoseinia är utbildad vid Balettakademien i Stockholm och Balettakademiens musikalartistutbildning i Göteborg.
På scen har Hoseinia arbetat med musikal, dans, teater och sång. Våren 2010 var Parwin Hoseinia med i SVT:s satsning Jakten på Julia där hon slutade som sjua. Under 2023 spelade hon en av huvudrollerna i komedin Kebaben på skäret, som sattes upp av Malmö Stadsteater och Riksteatern. År 2024 medverkade Parwin Hoseinia i dokumentärfilmen Barnen från Camp Ashraf om Mujahedin-barnen.
Under minnesceremonin, i Örebro, i februari 2025, för att hedra dödsoffren efter skjutningen på Campus Risbergska, läste Parwin Hoseinia upp dikten "När orden tar slut".